# Marin Tufan
Marin Tufan (Istria, 1942. október 16. –) román válogatott labdarúgó.

## Pályafutása

### A válogatottban
1969 és 1970 között 2 alkalommal szerepelt a román válogatottban. Részt vett az 1970-es világbajnokságon.